# المسعود صلاح الدين يوسف بن محمد
الملك المسعود صلاح الدين أبو المظفر يوسف بن محمد (1201–1229) كان الحاكم الأيوبي السادس والأخير لليمن، من عام 1215 إلى عام 1229.